# Umberto Locatelli
Umberto Mattia Daniele Giovanni Domenico Locatelli (Ballabio, 16 dicembre 1878 – Lecco, 4 ottobre 1958) è stato un imprenditore, dirigente d'azienda e politico italiano, esponente della terza generazione dell'omonima dinastia industriale del settore alimentare.

## Biografia
Nasce a Ballabio (allora in provincia di Como) il 16 dicembre 1878 da Giovanni Domenica Locatelli e Caterina Alma Zapelli.
Il 30 settembre 1905 sposa Giovanna Giuseppa Margherita Gattineni.
Nel 1932 si iscrive al Partito Fascista.
Proposto dal Prefetto di Como il 29 gennaio 1939 come senatore, presta giuramento il 20 dicembre dello stesso anno.
Durante il mandato è stato fortemente avverso all'entrata in guerra dell'Italia, perciò dopo l'armistizio ha apertamente sostenuto i partigiani e per questo motivo, il 17 ottobre 1943, viene arrestato dalla Feldgendarmerie per esser poi rilasciato circa un mese dopo. 
Con ordinanza 31 luglio 1945 l'Alta Corte di Giustizia per le Sanzioni contro il Fascismo ne dichiara il decadimento poiché ritenuto, insieme ad altri senatori, colpevole di aver mantenuto il fascismo rendendo possibile la guerra. 
Il  12 marzo 1946, su istanza dello stesso Locatelli, il provvedimento viene revocato.
Gestì l'azienda di famiglia, la Locatelli, fondata da Mattia Locatelli nel 1860, attiva nel settore caseario.
Muore il 4 ottobre 1958 a Lecco.